# Guglielmo d'Aquitania
Guglielmo d'Aquitania, conosciuto anche come Guglielmo di Gellone o Guglielmo I di Tolosa o ancora, in composizioni poetiche, come Guglielmo d'Orange (750 circa – Gellona, 28 maggio 812), fu conte di Tolosa, duca di Narbona e marchese di Gotia: nell'806 si ritirò nel monastero che aveva fondato a Gellona (l'odierna Saint-Guilhem-le-Désert) guadagnandosi fama di santità. Venerato santo dalla Chiesa cattolica, la memoria liturgica è il 28 maggio.

## Origine
Nato in Borgogna, secondo la Critique des deux chartes de foundation de l'abbaye de Saint-Guillem-du-Désert, Guglielmo era figlio del conte di Autun Teodorico I (prima metà secolo VIII – ca. 793), forse di ascendenza merovingia, e di Alda o Audana (?-† 751), che secondo la Histoire du Duché de Bourgogne du VIIIème au XIVème siècle era figlia di Carlo Martello e di Rotrude di Treviri. Secondo la Histoire du Duché de Bourgogne du VIIIème au XIVème siècle, già nel 736 Teodorico I d'Autun era uno dei fedeli alleati di Carlo Martello, quando quest'ultimo intervenne in Borgogna, e poi secondo gli Einhardi Annales lo fu anche di Carlo Magno. Quindi Guglielmo era cugino di Carlo Magno, inoltre è possibile sia stato imparentato con Graman e Ottocaro, missi dominici in Baviera attorno al 788.

## Biografia
Dal 781, fu tra i consiglieri del re d'Aquitania, Ludovico il Pio e quando, tra il 789 ed il 790, Torsone venne destituito, lo sostituì come reggente d'Aquitania e fu investito della contea di Tolosa e combatté sia i Baschi che i Mori. Nel 793 l'emiro di Cordova, Hisham I, figlio e successore del primo emiro omayyade Abd al-Rahman I, proclamò la guerra Santa contro i Cristiani del nord, radunando due grandi eserciti che attaccarono contemporaneamente sia le Asturie che l'Aquitania. Guglielmo fu battuto nelle vicinanze di Narbona, ma oppose una strenua resistenza, che attenuò la spinta dei Mori, consentendo ai Franchi di passare all'offensiva. Secondo Eginardo, nell'801, assieme ad Ademaro di Narbona partecipò alla conquista di Barcellona  e fu posto a capo della Marca di Spagna, liberando Narbona nell'803. Secondo la Ex vita Sancti Willelmi, all'abbazia d'Aniane nel Rossiglione ritrovò il suo vecchio amico d'infanzia Benedetto e nell'804, fondarono insieme il monastero benedettino di Gellone, l'attuale abbazia di Saint-Guilhem-le-Désert, dove si ritirò nell'806, dopo aver rinunciato a tutti i suoi titoli. Guglielmo morì il 28 maggio 812 e fu canonizzato nel 1066.

## Discendenza
Guglielmo si sposò due volte: secondo Le manuel de Dhuoda, scritto dalla nuora Dhuoda di Guascogna (moglie del figlio Bernardo), prima con Cunegonda d'Austrasia († 795), nobile di origine visigota, e poi con Guitberga d'Hornbach († 804), citate nel documento per la fondazione dell'Abbazia di Saint-Guilhem-le-Desert, del dicembre 804.
Guglielmo ebbe sette figli da Cunegonda:
- Berà († 844), conte di Barcellona e marchese di Gotia. La paternità di Berà è indicata anche nelle Europäische Stammtafeln vol.III,[13] inoltre Berà è citato come figlio di Guglielmo nella Vita Hludowici Imperatoris,[14] quando riceve dal padre i territori conquistati ai Saraceni;[15]
- Guitcario († prima dell'824), nominato nel documento per la fondazione dell'Abbazia di Saint-Guilhem-le-Desert del dicembre 804;[16]
- Idelmo († prima dell'824), nominato nel documento per la fondazione dell'Abbazia di Saint-Guilhem-le-Desert del dicembre 804;[16]
- Heriberto (ca. 785-843), citato  nel manuale della cognata Dhuoda.[17] Secondo Eginardo nell'809, dopo la presa della città, fu conte di Tortosa,[18] nell'812 fu uno dei missi dominici di Carlo Magno[18] e, in seguito, fu inviato a domare una ribellione di suo cugino Hodo.[19] Secondo gli Annales Bertiniani, nell'830 fu catturato in Italia da Lotario, figlio di Ludovico il Pio, che lo fece accecare,[20] per poi esiliarlo insieme a Hodo. È possibile che Cunegonda (ca.800- dopo l'835),[21] dall'813 moglie del re d'Italia Bernardo, sia stata una figlia di Heriberto e di una moglie di cui non conosciamo né il nome né gli ascendenti;
- Helimbruc († prima dell'824), nominato nel documento per la fondazione dell'abbazia di Saint-Guilhem-le-Desert del dicembre 804;[16]
- Bernardo di Settimania (794-844) marchese della Marca di Spagna, conte di Barcellona, duca di Settimania, e conte di Tolosa, fu decapitato per ordine di Carlo il Calvo. È nominato nel documento per la fondazione dell'Abbazia di Saint-Guilhem-le-Desert del dicembre 804;[16]
- Gerberga († 834), secondo gli Annales Bertiniani fu monaca a Chalon.[22] Sia secondo le Gesta Hludowici Imperatoris dell'Astronomo che la Vita Hludowici Imperatoris di Tegano, fu annegata nella Saône per ordine di Lotario I.[23] È citata nel manuale della cognata Dhuoda.[17]

Da Guitberga Guglielmo ebbe quattro figli:    
- Gocelone (ca. 796- † 834), conte di Rossiglione e d'Empúries e marchese di Gotia, nonché uno dei missi dominici di Ludovico il Pio nell'834,[24] fu decapitato per ordine di Lotario I.[23] È nominato nel documento per la fondazione dell'Abbazia di Saint-Guilhem-le-Desert, del dicembre 804[16] e citato  nel manuale della cognata Dhuoda;[17]
- Teodorico († ca. 840), dopo l'826 fu conte di Autun, succedendo allo zio Teudoino. È citato nel manuale della cognata Dhuoda;[17]
- Guarniero († prima dell'843), citato nel manuale della cognata Dhuoda;[17]
- Rotilde († prima dell'843), sposò Wala (ca. 772- † 836). È citata nel manuale della cognata Dhuoda.[17]

### Fonti primarie
- (LA)  Monumenta Germanica Historica, tomus primus.
- (LA)  Monumenta Germaniae Historica, tomus II.
- (LA)  Le manuel de Dhuoda.
- (LA)  Annales Bertiniani.
- (LA)  Rerum Gallicarum et Francicarum Scriptores, tomus V.
- (LA)  (FR)  Critique des deux chartes de foundation de l'abbaye de Saint-Guillem-du-Désert.

### Letteratura storiografica
- René Poupardin, "Ludovico il Pio", cap. XVIII, vol. II (L'espansione islamica e la nascita dell'Europa feudale) della Storia del Mondo Medievale, pp. 558–582.

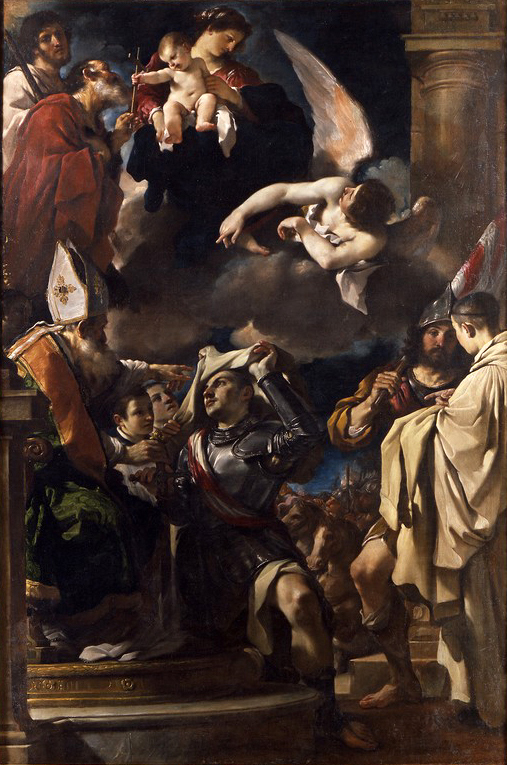
La vestizione di Guglielmo d'Aquitania del Guercino (1620). Bologna, Pinacoteca nazionale.
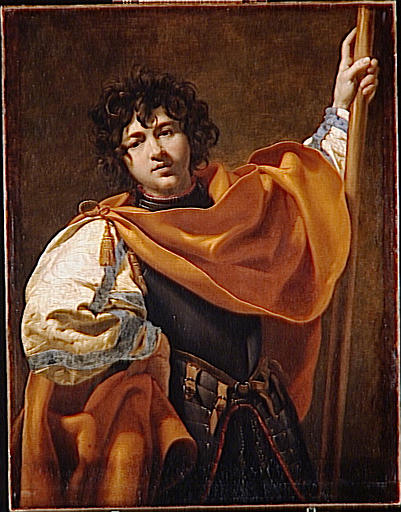
San Guglielmo d'Aquitania di Simon Vouet, ca. 1630 (Parigi, Louvre).
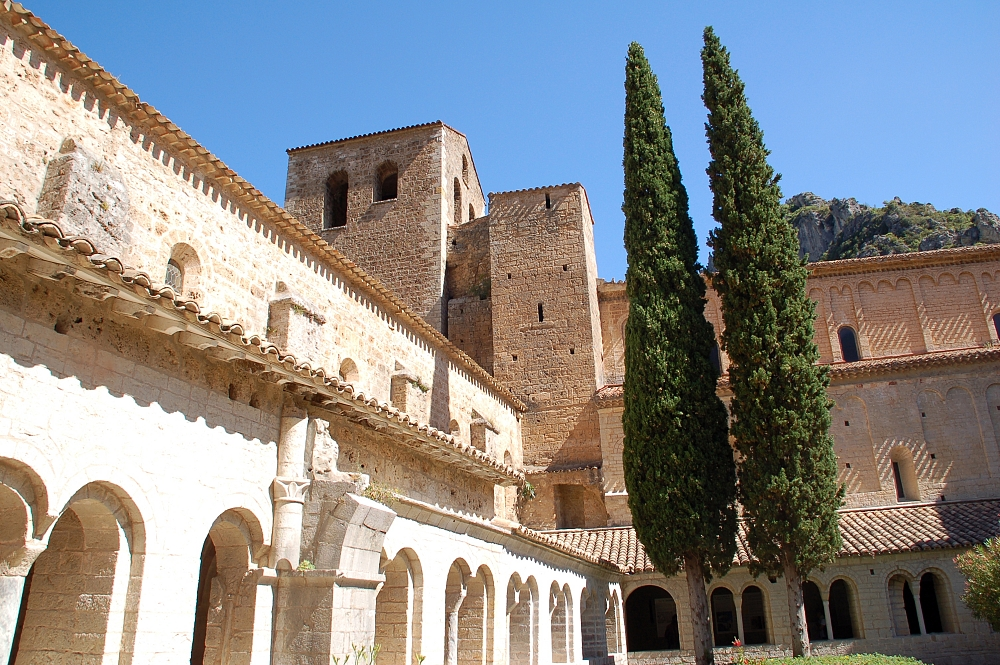
Chiostro e abbazia di Saint-Guilhem-le-Désert
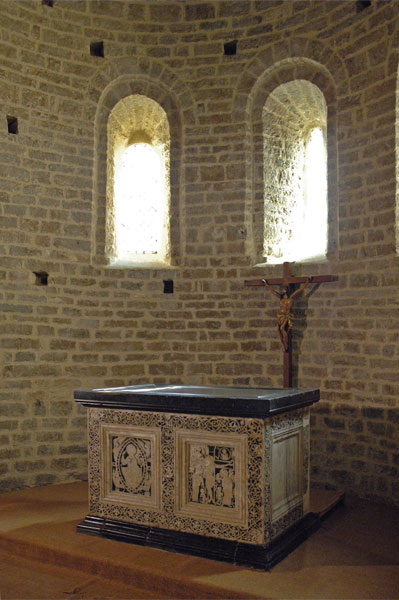
Altare di San Guglielmo, nell'abbazia di Gellona, col sepolcro di marmo contenente i resti del santo dal 1138